# Manderen-Ritzing
Manderen-Ritzing est une commune nouvelle française située dans le département de la Moselle, en région Grand Est. Elle résulte de la fusion — au 1er janvier 2019 — des communes de Manderen et Ritzing.

## Géographie
La commune se compose de trois villages : Manderen, Ritzing et Tunting.

### Communes limitrophes
| Merschweiller     | Perl (Allemagne) |            |
| Kirsch-lès-Sierck | Manderen-Ritzing | Launstroff |
| Kirschnaumen      |                  | Rémeling   |

### Écarts et Lieux-dits
- Stiesling, autrement appelé Stiisléngen
- Tunting, ancienne commune rattachée à Manderen en 1830.

### Hydrographie
La commune est située dans le bassin versant du Rhin au sein du bassin Rhin-Meuse. Elle est drainée par le ruisseau d'Apach et le ruisseau de Montenach.
Le ruisseau d'Apach, d'une longueur totale de 10,3 km, prend sa source dans la commune  et se jette  dans la Moselle à Apach, après avoir traversé trois communes.
Le Montenach, d'une longueur totale de 15,5 km, prend sa source dans la commune  et se jette  dans la Moselle à Sierck-les-Bains, après avoir traversé six communes.

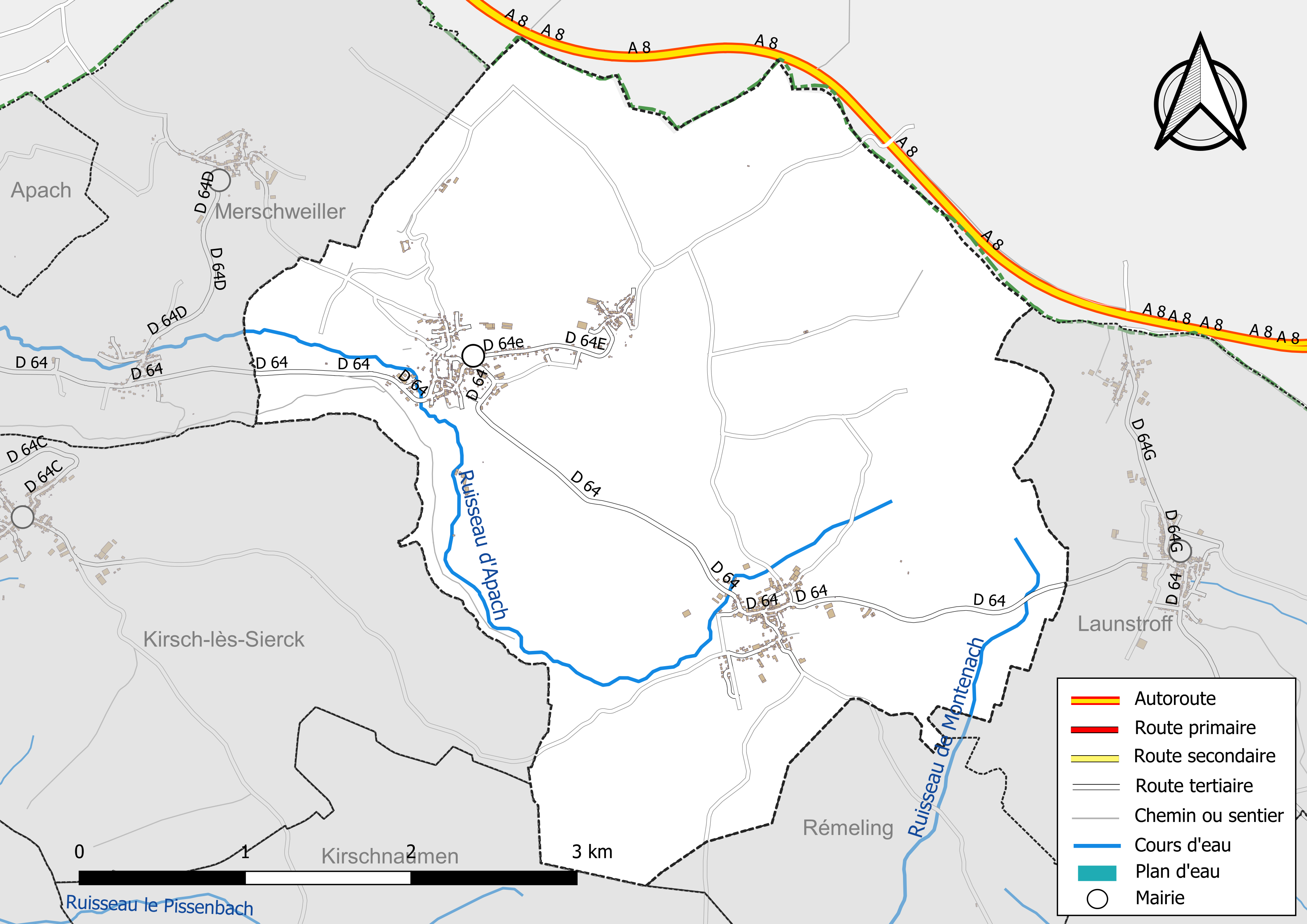
Réseaux hydrographique et routier de Manderen-Ritzing.

La qualité du ruisseau d'Apach et du ruisseau de Montenach peut être consultée sur un site spécial géré par les agences de l’eau et l’Agence française pour la biodiversité.

### Climat
Pour des articles plus généraux, voir Climat du Grand Est et Climat de la Moselle.
En 2010, le climat de la commune est de type climat de montagne, selon une étude du Centre national de la recherche scientifique s'appuyant sur une série de données couvrant la période 1971-2000. En 2020, Météo-France publie une typologie des climats de la France métropolitaine dans laquelle la commune est exposée à un climat semi-continental et est dans la région climatique Lorraine, plateau de Langres, Morvan, caractérisée par un hiver rude (1,5 °C), des vents modérés et des brouillards fréquents en automne et hiver.
Pour la période 1971-2000, la température annuelle moyenne est de 9,3 °C, avec une amplitude thermique annuelle de 16,6 °C. Le cumul annuel moyen de précipitations est de 869 mm, avec 13 jours de précipitations en janvier et 9,3 jours en juillet. Pour la période 1991-2020, la température moyenne annuelle observée sur la station météorologique de Météo-France la plus proche, « Malancourt », sur la commune d'Amnéville à 30 km à vol d'oiseau, est de 10,2 °C et le cumul annuel moyen de précipitations est de 884,1 mm. 
La température maximale relevée sur cette station est de 39,3 °C, atteinte le 25 juillet 2019 ; la température minimale est de −17,9 °C, atteinte le 5 janvier 1985,,.
Les paramètres climatiques de la commune ont été estimés pour le milieu du siècle (2041-2070) selon différents scénarios d'émission de gaz à effet de serre à partir des nouvelles projections climatiques de référence DRIAS-2020. Ils sont consultables sur un site spécial publié par Météo-France en novembre 2022.

## Urbanisme

### Typologie
Au 1er janvier 2024, Manderen-Ritzing est catégorisée commune rurale à habitat dispersé, selon la nouvelle grille communale de densité à sept niveaux définie par l'Insee en 2022.
Elle est située hors unité urbaine. Par ailleurs la commune fait partie de l'aire d'attraction de Luxembourg (partie française), dont elle est une commune de la couronne,. Cette aire, qui regroupe 115 communes, est catégorisée dans les aires de 700 000 habitants ou plus (hors Paris),.

## Toponymie
Ce toponyme se compose des noms de deux anciennes communes qui sont joints par un trait d'union : Manderen et Ritzing.

## Histoire
Résultant de la fusion des communes de Manderen et Ritzing, la commune nouvelle de Manderen-Ritzing a pour origine un arrêté préfectoral en date du 20 novembre 2018, sa création est effective à partir du 1er janvier 2019, avec Manderen pour chef-lieu. Un collectif « Non à la fusion » est cependant opposé au rapprochement des deux communes et, d'après celui-ci, « Des rumeurs couraient sur une éventuelle fusion mais à aucun moment la population n’en a été informée ».

## Politique et administration

### Communes déléguées
| Nom              | Code Insee | Intercommunalité                            | Superficie (km2) | Population (dernière pop. légale) | Densité (hab./km2) |
| ---------------- | ---------- | ------------------------------------------- | ---------------- | --------------------------------- | ------------------ |
| Manderen (siège) | 57439      | CC du Bouzonvillois et des Trois-Frontières | 8,92             | 422 (2016)                        | 47                 |
| Ritzing          | 57585      | CC du Bouzonvillois et des Trois-Frontières | 6,15             | 165 (2016)                        | 27                 |

### Liste des maires
| Période      | Période  | Identité      | Étiquette | Qualité |
| ------------ | -------- | ------------- | --------- | ------- |
| janvier 2019 | En cours | Régis Dorbach |           |         |

## Population et société

### Démographie
L'évolution du nombre d'habitants est connue à travers les recensements de la population effectués dans la commune depuis sa création.

En 2022, la commune comptait 602 habitants, en évolution de +2,56 % par rapport à 2016 (Moselle : +0,52 %, France hors Mayotte : +2,11 %).
| 2016 | 2021 | 2022 |
| ---- | ---- | ---- |
| 587  | 602  | 602  |

## Culture locale et patrimoine

### Lieux et monuments

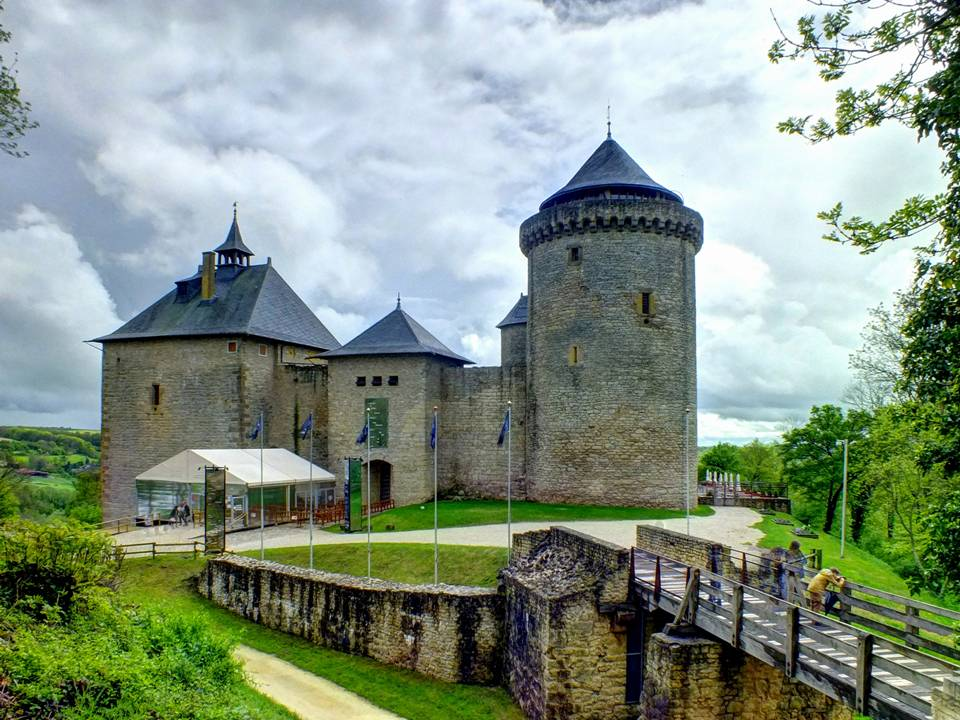
Le château de Malbrouck.
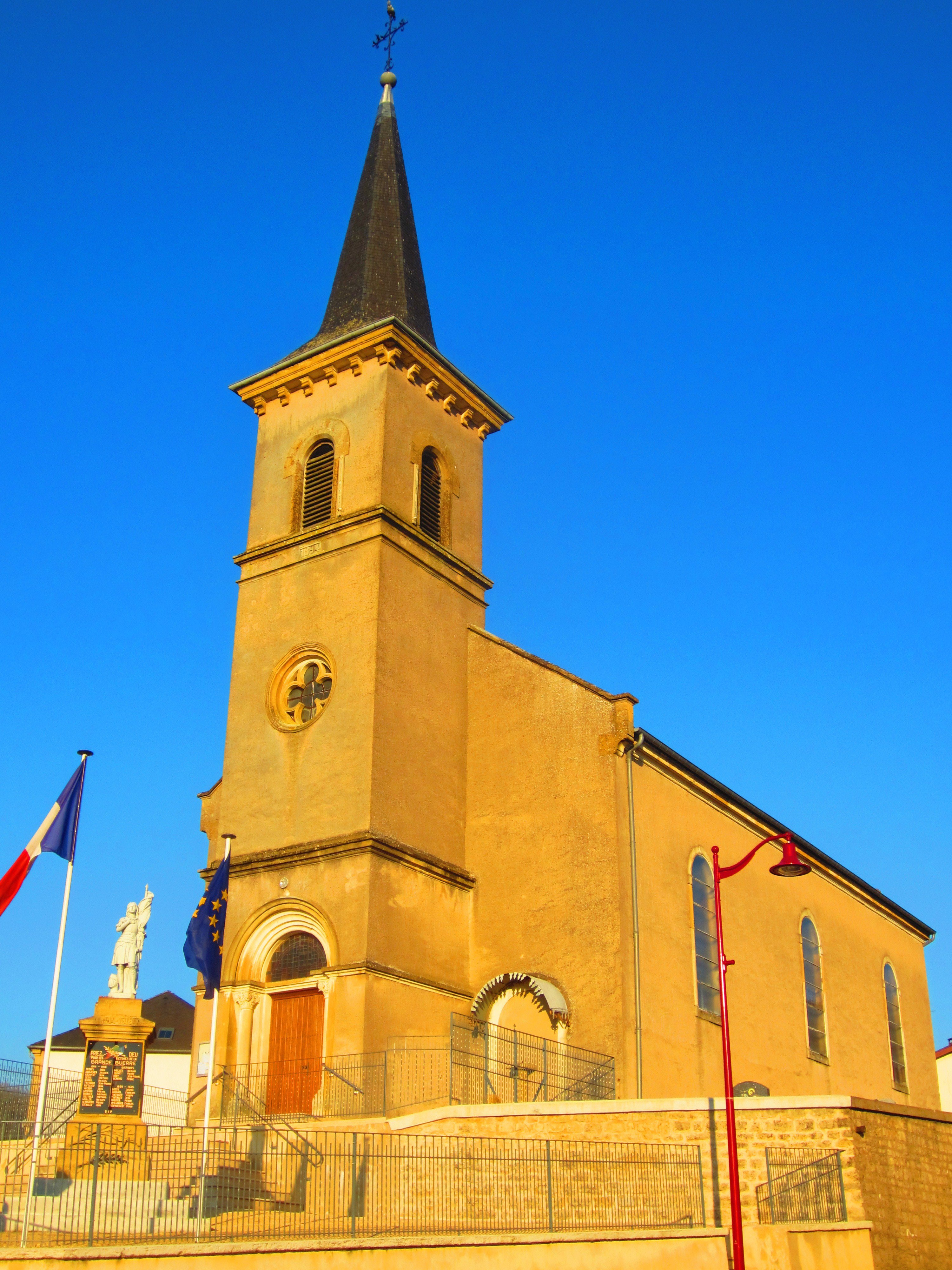
Église Saint-Etienne à Manderen.
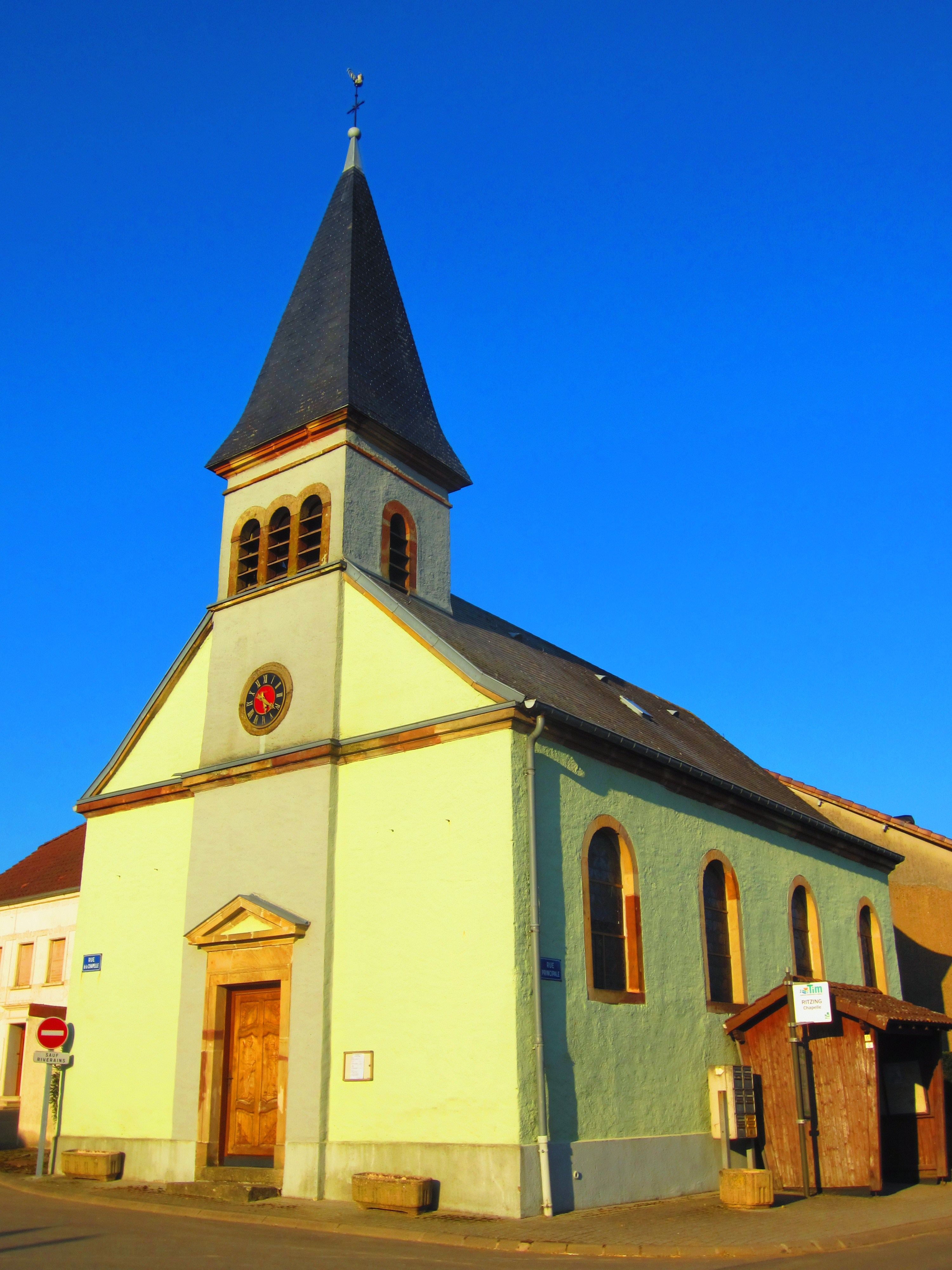
Église Saint-Sébastien à Ritzing.
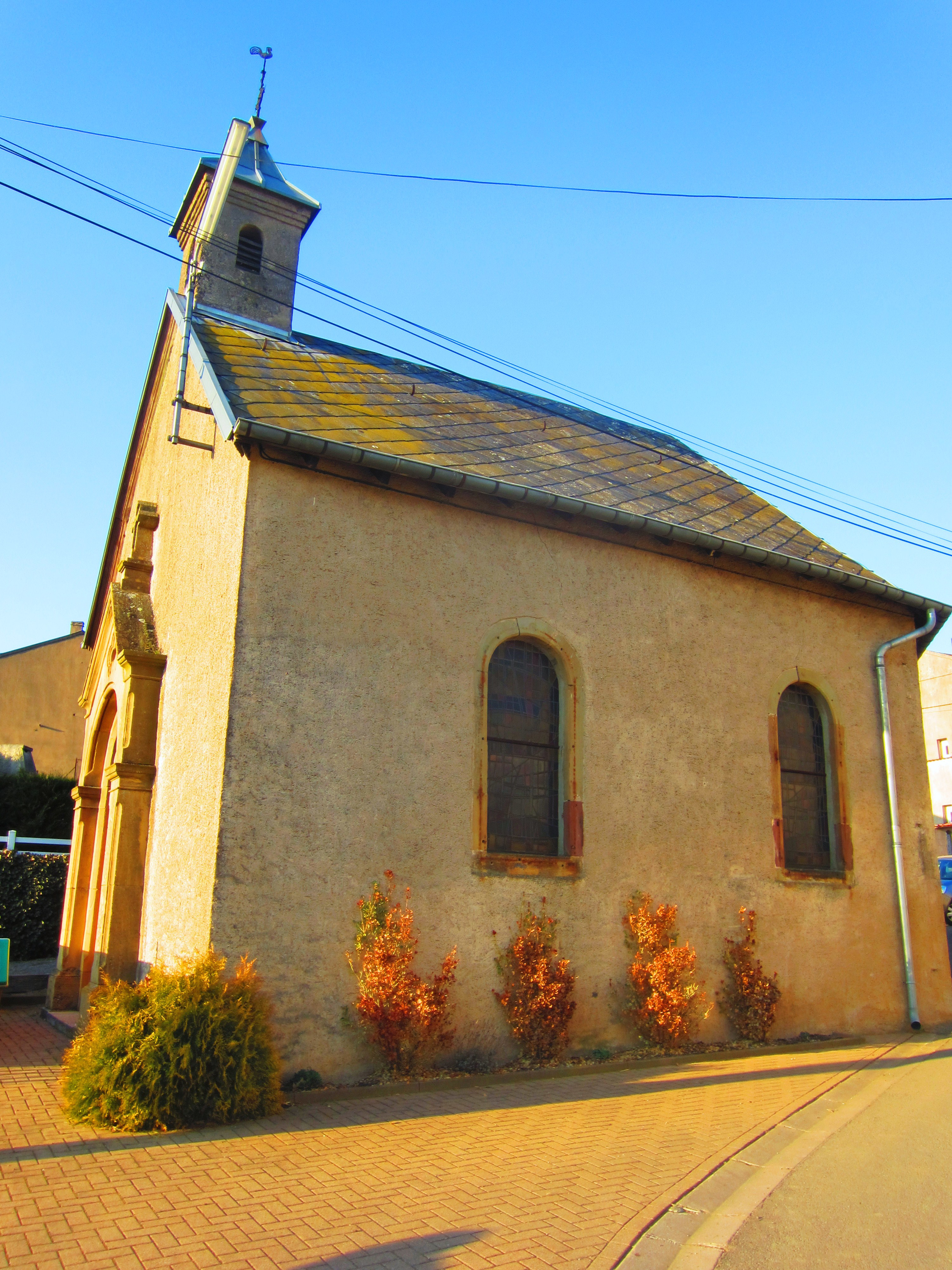
Chapelle Saint-Nicolas à Tunting.